# Política de la República Dominicana
El Gobierno de la República Dominicana se lleva a cabo en un marco de una democracia representativa, mediante la cual el presidente de la República Dominicana es a la vez jefe de Estado y jefe de Gobierno, y de un sistema multipartidista. El poder ejecutivo es ejercido por el gobierno. El poder legislativo reside en las dos cámaras del Congreso Nacional, que está conformado por dos cámaras legislativas: El Senado, que es el ente de representación territorial, cuenta con 32 escaños, uno por cada una de las treinta y una provincias y otro en representación del Distrito Nacional; y la Cámara de Diputados, con 178 miembros. El Poder judicial es independiente del poder ejecutivo y legislativo.
Las elecciones congresuales, municipales y presidenciales se celebran cada cuatro años, aunque, de acuerdo con la disposición transitoria decimosegunda de la Constitución del 2010, a fines de unificar las elecciones en un solo día (pues con anterioridad las presidenciales se encontraban separadas de las demás por un periodo de dos años), las autoridades municipales y legislativas electas en el 2010 permanecerán en sus cargos extraordinariamente hasta el 2016.
Bajo las reformas constitucionales establecidas luego de las elecciones de 1994, los 16 miembros de la Suprema Corte de Justicia son nombrados por el Consejo Nacional de la Magistratura, conformado de acuerdo al artículo 178 de la Constitución. La Suprema Corte de Justicia, cuyas funciones están establecidas en el artículo 154 de la Carta Magna, tiene jurisdicción exclusiva sobre acciones penales contra el presidente de la República, miembros de su Gabinete de Gobierno y sobre los legisladores, además de conocer el recurso de Casación sobre las decisiones jurisdiccionales en única o última instancia.
Al mando de cada una de las 31 provincias está, en representación del Gobierno, un gobernador provincial, nombrado por el presidente. Síndicos elegidos por votación popular administran el Distrito Nacional y los Municipios y Distritos Municipales de todo el país.

## Sistema electoral
En República Dominicana se celebran elecciones a nivel nacional el tercer domingo de mayo de cada año bisiesto. El sufragio en República Dominicana es universal y secreto: todo ciudadano (con más de 18 años de edad; personas casadas sin importar la edad), excepto los miembros de las Fuerzas Armadas y la Policía Nacional así como quienes tengan una sentencia definitiva de un tribunal dominicano, pueden ejercer el voto.
Entre los años 1996 y 2010 se habían celebrado de manera separada las presidencial 2012|elecciones presidenciales de 2012]] se efectuaron el 20 de mayo de 2012.

### Segunda vuelta electoral
En las elecciones de 1994, observadores internacionales notaron muchas irregularidades en el padrón electoral y el PRD inmediatamente acusó a la Junta Central Electoral (JCE) de fraude. Una Comisión de Verificación nombrada por la JCE, no aceptó como válidos los cargos imputados por el PRD. Todos los estimados apuntaban a que el número de votantes excluidos excedía por gran margen la diferencia de 22,281 votos a favor del presidente Joaquín Balaguer el 2 de agosto de 1994.
Siguiendo un intenso período de actividad política, los partidos políticos principales firmaron un Pacto por la Democracia el 10 de agosto, recortando el período del Presidente Balaguer, de 4 a 2 años, estableciendo elecciones en corto plazo y reformando la Constitución. Una nueva Junta Central Electoral fue nombrada para trabajar en la reforma electoral. Los principales candidatos en 1996 fueron el vicepresidente Jacinto Peynado (PRSC), José Francisco Peña Gómez (PRD) y Leonel Fernández (PLD).
En 1996, en dos rondas de elecciones (ningún candidato había obtenido más del 50% de los votos válidos emitidos), cerca del 80% de los dominicanos hábiles para votar fueron a las urnas. Los partidos más votados en las elecciones del 1994 fueron el Partido Reformista Social Cristiano, cuyo candidato era Joaquín Balaguer; el Partido Revolucionario Dominicano (PRD), cuyo candidato era José Francisco Peña Gómez; y el Partido de la Liberación Dominicana (PLD), cuyo candidato Leonel Fernández.
Observadores locales e internacionales coincidieron en que las elecciones fueron justas y transparentes. Luego de la primera vuelta electoral (16 de mayo) en la que José Francisco Peña Gómez resultó el vencedor y Jacinto Peynado fue eliminado, Balaguer y el PRSC apoyaron a Leonel Fernández, formando así el ¨Frente Patriótico¨, lo que significó el volantazo de Leonel Fernández y el PLD hacia la derecha y a las ideas conservadoras.
Los resultados de la segunda vuelta, 45 días después, el 30 de junio, fueron tabulados rápidamente y, aunque el margen de ventaja fue estrecho (1.5%), nunca fue cuestionado, y Leonel Fernández resultó presidente. La transición de la administración incumbente a la electa fue suave y marcó el inicio de una nueva y moderna era de la vida política dominicana.

## Constitución
La Constitución votada en San Cristóbal el 6 de noviembre de 1844 ha recibido hasta el momento 39 modificaciones, la primera, el 25 de febrero de 1854. El 14 de agosto de 1994, fue modificada de manera importante a su antecesora fechada 28 de noviembre de 1966 que había estado en vigencia durante 28 años, siendo la de más larga duración en su historia republicana. La más reciente modificación votada y proclamada por la Asamblea Nacional es del 13 de junio de 2015.
La enmienda de 1994 modificó el período y modo de realizarse las elecciones presidenciales, congresuales y municipales; consagró la prohibición de la reelección presidencial y sentó las bases para la Reforma del Poder Judicial mediante la creación de mecanismos que aseguran su independencia de los demás poderes del Estado.
En 2002 se modificó la constitución para permitir la reelección presidencial, la modificación fue apoyada por el entonces presidente Hipólito Mejía. La acción trajo como consecuencia una división del PRD.
En 2009, el presidente Leonel Fernández propuso una modificación de la constitución vía Asamblea Revisora, posteriormente apoyada por una Consulta Popular. Al no tener las 2/3 partes necesarias para aprobar la reforma de la constitución y tras el ofrecimiento del PRSC de un gobierno de coalición, decidió pactar con el líder de la oposición Miguel Vargas Maldonado. Este último logró conseguir que Fernández desistiera de incluir la reelección presidencial sucesiva e incluyera la no reelección consecutiva desde 2012.

## Poderes del Estado

### Poder Ejecutivo
En la República Dominicana La Constitución establece que el Poder Ejecutivo se ejerce por el presidente de la República, quien será elegido cada cuatro años por voto directo. El Presidente podrá optar por un segundo y único período constitucional consecutivo, no pudiendo postularse jamás al mismo cargo ni a la vicepresidencia de la República.

### Poder Legislativo
El Congreso Nacional consta de Senado quien a su vez consta de 32 Senadores en total, uno por cada provincia; son elegidos por voto popular por un período de 4 años. Y la Cámara de Diputados la cual consta de 178 Diputados en total; son elegidos por voto popular por un período de 4 años.

### Poder Judicial
El Poder judicial está compuesto por la Suprema Corte de Justicia como tribunal supremo, quien nombra a los demás jueces de la República según sean recomendados por el Consejo del Poder Judicial, quien los evalúa dependiendo de su trayectoria y, en el mayor de los casos, de sus calificaciones dentro de la Escuela Nacional de la Judicatura y durante sus evaluaciones periódicas dentro de la Carrera del Poder Judicial.

## Partidos políticos
La República Dominicana tiene un sistema político pluripartidista. Los partidos políticos más importantes son el Partido de la Liberación Dominicana (PLD), el Partido Revolucionario Moderno (PRM) y  Fuerza del Pueblo (FP)
Estos son los partidos reconocidos por la Junta Central Electoral (JCE) que participaron en los comicios del 2012:
- Partido Revolucionario Dominicano (PRD)
- Partido de la Liberación Dominicana (PLD)
- Partido Reformista Social Cristiano (PRSC)
- Partido Movimiento Democrático Alternativo (MODA)
- Bloque Institucional Social Demócrata (BIS)
- Alianza País (ALPAIS)
- Partido Revolucionario Social Demócrata (PRSD)
- Partido Quisqueyano Demócrata Cristiano (PQDC)
- Unidad Demócrata Cristiana (UDC)
- Partido Humanista Dominicano (PHD)
- Fuerza Nacional Progresista (FNP)
- Partido Cívico Renovador (PCR)
- Fuerza del Pueblo (FP)
- Partido Popular Cristiano (PPC)
- Partido Acción Liberal (PAL)
- Partido Revolucionario Moderno (PRM)
- Partido Socialista Verde (PASOVE)
- Partido de Unidad Nacional (PUN)
- Partido Demócrata Institucional (PDI)
- Partido Liberal de la República Dominicana o "La Estructura" (PLRD)
- Partido Dominicanos Por El Cambio (DxC)
- Alianza por la Democracia (APD)
- Unión Patriótica Antiimperialista (UPA)
- Partido Revolucionario Independiente (PRI)
- Pais Posible (PP)

Los siguientes partidos aún no son reconocidos plenamente por la Junta Central Electoral, aunque cuentan con un gran porcentaje de miembros:
- Partido Comunista Dominicano (PCD)
- Partido Nacional de Veteranos y Civiles (PNVC)
- Fuerza de la Revolución (FR)
- Movimiento Rebelde (MR)
- Partido Verde de la Unidad Democrática (PVUD) ante conocido como Unidad Democrática (UD).

Tras el ajusticiamiento de Rafael Leónidas Trujillo en 1961 y el retorno a la democracia, los partidos principales que se organizaron para las elecciones celebradas en 1962 fueron:
- El Partido Revolucionario Dominicano (PRD) surgió en 1939 en el exilio en Cuba. Ha ostentado el poder en 4 ocasiones (1962-1963; 1978-1982; 1982-1986; 2000-2004). Originalmente de tendencia socialista, con el paso de los años y su acceso al poder ha desviado su tendencia hacia la centroizquierda política. Estas variaciones, además de diversas pugnas internas referentes a la reelección, ha producido que se fragmentara en diversos partidos de gran peso:
  - El Partido Revolucionario Dominicano Auténtico (PRDA) surgió en 1962 de la pugna entre líderes originales del PRD con Juan Bosch.
  - El Partido de la Liberación Dominicana (PLD) surgió en 1973 de la pugna entre Juan Bosch y los líderes del PRD. El partido ha llegado a gobernar la República Dominicana en 5 ocasiones (1996-2000; 2004-2008; 2008-2012; 2012-2016; 2016-2020).
  - El Partido Revolucionario Independiente (PRI) surgió en 1988 de la pugna entre Jacobo Majluta, Salvador Jorge Blanco y José Francisco Peña Gómez. No ha obtenido el poder, reduciendo su participación en elecciones exponencialmente; no posee representación congresual.
  - El Partido Revolucionario Social Demócrata (PRSD) surgió en 2005 de la pugna entre Hatuey De Camps e Hipólito Mejía. No ha obtenido el poder ni posee representación congresual.
- El Partido Reformista surgió en 1966 para permitir la participación de Joaquín Balaguer en las elecciones de dicho año. Posteriormente se fusionó con el Partido Revolucionario Social Cristiano para crear el Partido Reformista Social Cristiano. Ha ostentado el poder durante 6 ocasiones, un primer período conocido como los "Doce Años" (1966-1970; 1970-1974; 1974-1978) y un segundo posterior (1986-1990; 1990-1994; 1994-1996), todos con Balaguer como presidente. Tras la muerte de su líder, ha reducido drásticamente su poder político, quedando relegado a un papel de apalancador en casos de segunda vuelta.
- La Unión Cívica Nacional (UCN) surgió en 1961 como un movimiento cívico y apolítico. Se presentó en las elecciones de 1962 con su candidato Viriato Fiallo; sin embargo, el desprestigio ganado por haber formado parte de los criticados Consejos de Estado le quitó puntos a su favor. Posteriormente, al apoyar el Golpe de Estado de 1963, perdió todo el apoyo de la población dominicana, desapareciendo como partido luego de 1965.

Otros partidos de esta época fueron la Alianza Social Demócrata (ASD), el Partido Nacionalista Revolucionario Democrático (PNRD), la Vanguardia Revolucionaria Dominicana (VRD), el Partido Nacional (PN) y el Movimiento 14 de Junio (1J4).
En 1983 varios partidos izquierdistas, incluyendo el PCD, se aliaron para formar el Frente Izquierdista Dominicano (FID), sin embargo, todavía mantienen estructuras partidarias individuales.

## Órdenes
- Orden al Mérito de Duarte, Sánchez y Mella